# Vastorf
Vastorf település Németországban, azon belül Alsó-Szászország tartományban. Lakosainak száma 836 fő (2023. december 31.). Vastorf Altenmedingen, Barendorf, Bienenbüttel, Reinstorf, Thomasburg és Wendisch Evern községekkel határos.

## Népesség
A település népességének változása:
| Lakosok száma | 818  | 831  | 808  | 840  | 847  | 836  |
|               | 2016 | 2017 | 2019 | 2021 | 2022 | 2023 |